# Verapamil
Verapamilul este un medicament din clasa blocantelor canalelor de calciu, fiind utilizat în tratamentul hipertensiunii arteriale, al anginei pectorale și al tahicardiei supraventriculare. Căile de administrare disponibile sunt intravenoasă și orală.
Molecula a fost aprobată pentru uz medical în Statele Unite ale Americii în anul 1981. Se află pe lista medicamentelor esențiale ale Organizației Mondiale a Sănătății. Este disponibil sub formă de medicament generic.

## Utilizări medicale
Verapamilul este utilizat pentru:
- prevenirea și tratamentul anginei pectorale stabile, anginei vasospastice și anginei instabile
- prevenirea și tratamentul tahicardiilor supraventriculare
- tratamentul hipertensiunii arteriale (formele ușoare până la moderate)
- profilaxia post infarct miocardic acut
- profilaxia migrenelor și a cefaleei cluster.

Este contraindicată utilizarea sa la pacienții cu bradicardie sau insuficiență cardiacă.

## Reacții adverse
Principalele efecte adverse asociate tratamentului cu verapamil sunt: cefaleea, hipotensiunea arterială, greața și constipația. Poate induce și reacții alergice și dureri musculare.

## Mecanism de acțiune
Verapamilul este clasificat ca antiaritmic de clasa IV și blochează canalele de calciu (Ca2+) lente (de tip L), având selectivitate asupra miocardului. De asemenea, este și un blocant al canalelor de potasiu voltaj-dependente Kv.